# 金田爽
金田 爽（かねだ さわ、1987年（昭和62年）2月12日 - ）は、日本の女優、歌手。所属事務所・レコード会社はSMASH ENTERTAINMENT。
東京都出身。身長155cm。血液型はA型。

## 人物
高校1年生の時、第22回横浜開港祭公式オーディション、YOKOHAMA DANBEESメンバーオーディションに合格。女性13人のダンスユニットのメンバーとして活動。全応募者数百名の中で、ダンス経験がなかったのは爽だけだった。
活動中に現在の事務所にスカウトされYOKOHAMA DANBEES解散と同時に芸能界入り。カリスマコリオグラファー夏まゆみに師事しながら、DANCIN'SHOESという女性9名のユニットでボーカルを担当。1年間という短い活動期間ではあったが、その間に頭角を現しソロ活動を展開。女優として初舞台を踏むなど精力的に活動した。
2004年（平成16年）、DANCIN'SHOES解散後再び横浜開港祭の舞台へ。第23回横浜開港祭公式プログラムライブエンターテイメント「玉楠ノスタルジー〜横浜開港を吹き抜けた風〜」全国オーディションに合格。主演として舞台に立った。これを機に女優としての活動に主眼をおいている。
アーティストとしての活動では、2005年（平成17年）1月に1stシングル「ワンピースの恋」を全国リリース。
以後女優活動と並行し東京・神奈川・静岡などで頻繁にライブを行っていた。
2005年（平成17年）から2018年（平成30年）３月までコミュニティFMの全国ネット番組「金田爽のワクワクサワー」のメインパーソナリティをつとめていた。また、2014（平成26年）まではtvk他で放送中の旅番組「いい伊豆みつけた」（伊豆急ケーブルネットワーク制作）のレギュラーをつとめており、女優だけでなくバラエティー番組にも多く出演。
2017年（平成29年）に結婚。

## 略歴
2003年（平成15年）7月に芸能界入り。DANCIN'SHOESとして活動。12月には初舞台を踏み女優としてデビュー。
2004年（平成16年）6月に第23回横浜開港祭公式プログラムライブエンターテイメント「玉楠ノスタルジー〜横浜開港を吹き抜けた風〜」で初主演。静岡県大手人材サービス三幸興業株式会社のイメージキャラクターに選ばれる（現在は退任）。
2005年（平成17年）1月に公開の映画「さよならは言わない」に主演。同月横浜赤レンガ倉庫で上演の舞台「ハマトラ！」に主演・1stシングル「ワンピースの恋」全国リリース。スナック菓子ブランドSnakChefのポテトチップス・トルティアチップスのイメージキャラクターとなる（現在は退任）。4月には看板番組コミュニティFMの全国ネット「金田爽のワクワクサワー」放送開始。
2006年（平成18年）3月よりtvk他関東U局放送の旅番組「いい伊豆みつけた」レギュラーレポーターになる。4月には舞台「おとし屋〜SEDUCTLESSES〜EPISODE2」に主演する。
2007年（平成19年）7月には2ndシングル「そばにいて〜piano version〜」をリリース。11月には舞台「Twincle Twin」で主演をつとめた。
2008年（平成20年）は、それまでのテレビ・ラジオのレギュラーに加え、念願の1stアルバム「Flower season」を8月にリリース。先行シングル「小さな窓から」とあわせ2枚のCDを発売し夏には各地をプロモーションして回った。並行して映画「スリーデイボーイズ」（2009年（平成21年）7月公開）にも出演。ちなみに、1stアルバムのタイトルにもなっている本人の作詞・作曲した楽曲「Flower season」がこの映画の挿入歌にもなっている。
秋以降は舞台に専念。9月には劇団KOMACHI主催、新宿スペース・ゼロで行われた「アマテラス」で元宝塚で女優の大原ますみ・彩橋みゆらと共演。10月にはアクションスター松田優主演の舞台「GUNS-All or Nothing-」でヒロインを務めた他、11月には東京国際フォーラムで行われたミュージカル「赤毛のアン」に元宝塚スターらに混ざってメインキャスト少女ガーディ役で出演している。
2009年（平成21年）2月、女優の吉村紗耶香・野呂佳代（当時AKB48）と3人で主演をつとめた舞台NPO法人J.POSH日本乳がんピンクリボン運動支援作品「真里亜〜その愛の果てに〜」に出演。余命数ヶ月の女性役を演じた。その後2本のヒロイン作を含む4本の舞台に立て続けに出演。8月には自身も出演しまた1stアルバムのタイトルにもなっている「Flower season」が挿入歌として採用された、夏目大一朗監督作品「スリーデイボーイズ」が東京渋谷のシアターTSUTAYAでレイトショー公開された。
2010年（平成22年）は1月2月と銀座博品館劇場で上演された舞台「友情〜秋桜のバラード」に出演。退路を断って頭を坊主にし、赤井英和やかとうかずこが持ち回りで主演の先生を務める中、セカンドヒロインに当たる生徒役鈴木幸子を演じた。
2011年（平成23年）2月、静岡県伊豆の国市と裾野市で舞台NPO法人J.POSH日本乳がんピンクリボン運動支援作品「真里亜〜その愛の果てに〜」再演でかつ初の地方公演を実施。両市公演では、初演時同様主演の幸子を演じた。この公演では両市長も特別出演し行政と一体となってピンクリボン運動を支援するかたちとなった。また、5月には新宿SPACE107にて行なわれた凱旋公演にも出演した。
6月末から7月初にかけて同じく新宿SPACE107で行われた松田優主演舞台「華麗なる円舞曲」では視覚障害者のヒロイン瑠璃役を演じた。この作品は3月に実施予定だったが震災の影響で延期されたもので、松田優がアクション監督を務め、PR役を買って出た楽しんごも飛び入りでカーテンコールに出演する日もあった。
2012年（平成24年）2月よりレビュー集団遊々団ブランジャ「ROUGE」に参加。芸能活動の傍ら団員として数々の公演に出演。11月には赤坂BLITZでのレビュー公演にも出演した。
2013年（平成25年）6月にレビュー集団遊々団ブランジャ「ROUGE」を退団。10月には自身の出世作である「真里亜〜その愛の果てに〜」の御殿場公演に当たり役である主演幸子役で出演。この公演はキャストが一新され、主演は戸島花（2008年AKB48卒業・2012年SDN48卒業）・加藤沙耶香（アイドリング!!!卒業生）と爽の3人で、相手役もウルトラギャラクシー大怪獣バトル主演の南翔太に変わった。2年の演劇ブランクを感じさせない爽の演技は、御殿場市長をはじめ多くの観客から賞賛を得た。
2014年（平成26年）12月にミュージカル座主催のミュージカル「タイムフライズ」にメインキャストとして出演。赤毛のアン以来7年ぶりにミュージカルの舞台にたった
2016年（平成28年）2005年4月に全国コミュニティFM7局でスタートした自身の冠ラジオ番組「金田 爽のワクワクサワー」が放送地域を拡大し、全国30局の旺大を突破した。また、2010年以来6年ぶりに浅草で行われた舞台「友情〜秋桜のバラード〜」に出演。平成11年の初演以来長い歴史の中で、生徒役と大人役の両方に出演したのは、史上二人目（制作サイド談話）となった。
2018年（平成30年）3月に自身の冠ラジオ番組「金田 爽のワクワクサワー」を卒業。ワクワクサワーの番組名は引き継がれ、２代目メインパーソナリティに最強の地下アイドル仮面女子の雪乃しほり氏が就任。4月より「仮面女子 雪乃しほりのワクワクサワー」がスタート。